# 飢餓行動

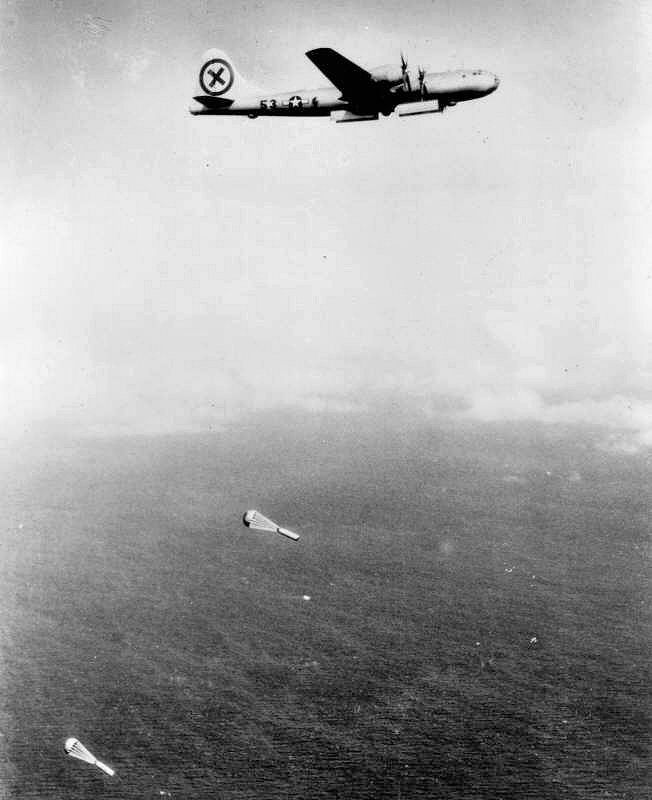
B-29轟炸機投下水雷。

飢餓行動（日语：／?、Operation Starvation）是指同盟國在二戰末期對日本補給線的打擊，令日本國內及其海外領土造成飢荒。其中空中布设水雷。该作战从1945年3月27日开始，到同年8月15日为止。美军从提尼安岛航空基地起飞了1,150架次的B-29轰炸机，布设了超过12,000枚的水雷，对日本的战时经济，进行了致命的打击，也间接导致了日本的无条件投降。
這種對日本航海路線上進行的毀滅性打擊，影響了戰後韓國和日本的海上戰鬥思維。

## 背景
1945年（昭和20年）3月下旬，盟軍進軍沖繩，南線航道（東南亞-日本）被迫關閉。日本海上運輸線只剩下西線航道，路線走向朝鮮半島-中國北部和羅先-大連航線，並只在大陸航線航行。這些航線的存在，為朝鮮半島和中國北部的日軍部隊提供必要的糧食、彈藥和煤炭運送。其後，美國切斷從南線航道進口的糧食。為免糧食問題進一步惡化，運輸重點轉由大陸向日本進口的米和鹽。
同盟國主要以潛艇和飛機破壞日本的貿易線路。美國海軍潛艇最大的成就是使日本海上運輸線只能局限於的沿海的路線，而日本艦隊此時要反擊潛艇已是很困難的事。由於行動計劃圍繞著日本本土補給，故此尼米兹上將將本行動命名為“飢餓”。美國陸軍航空第20航空隊的B - 29轟炸機受命負責攻擊馬里亞納群島的岛上建設，以及對帕勞群島實施轟炸，這個任務是軍事歷史上規模空前的轟炸計劃。
当时美国海军正开发各种不同的水雷，有磁力引爆的M4以及M11、利用磁力、音响、水压的互换性引爆的M9、磁力／水压并用的A6等。各种水雷被广泛應用在此次作戰計劃。日本海军總共使用了2~5套扫雷方式來针对磁力水雷，並且使用音爆彈引爆音响水雷，但卻並未有效採取针对水压水雷以及低频音响水雷的扫雷手法。

## 經過
1945年3月27日開始實行第1期的作戰階段，向瀨戶內海西部及關門海峽投放水雷，以阻撓日軍部隊從吳市和廣島等港口出發支援沖繩守軍。约1,350枚磁爆水雷在27日夜间投下。日本方面大吃一驚，於次日停航以作掃雷工作。30日夜间，美军再补充投下450枚水雷。4月6日，超过8只500总吨级船隻觸發水雷沉沒。5月2日上升，数字上升至19艘船隻沉没，39艘损伤。
事件使日军开始重視关門海峡的防卫。日本海军新设的第7舰队奉命保护关門海峡及对马海峡的贸易線，同时佐伯海军航空队負責迎击B-29轟炸機。日本陆军亦在小月机场布置防空战斗机队，与此同时在大阪市周边地區布置高射炮 。但由於日军的雷达並不完善，要阻止美軍投放水雷已是遙不可及的事。
5月3日至12日，开始实施第2期作战計劃。攻击目标不仅只為关門海峡，乃至延伸至东京港、大阪港、神户港、名古屋港等太平洋沿岸主要港口。第2期作战使用了1422枚水雷，并且在关門海峡发挥水雷的強大威力，大型轮船的無法航行，大阪港及神户港等关鍵運輸港口因此不能使用。即使是小船也不能安全航行，約有三分一船隻在通过关門海峡時沉沒。
5月13日到6月6日實行第3期作战，九州北部港囗成了靶子。同時繼续攻擊关門海峡，分15次投下水雷，多數為不能被音响扫雷的低频水雷。五月份有66艘商船被水雷擊沉（总計约11万吨），同時损伤船只达到了31艘（总計约106,000吨）。第2期作战和第3期作战對日本商船造成的損傷，甚至已起過潜水艇以及飞机造成的傷害。
从6月7日开始，使用冲绳作基地的PB4Y-2海军机加入了第4期作战，持續攻击日本各航道。日军的危机感大增，在5月21日在海军陸上技术运用委员会設立清除水雷的专題的部门，希望發展出更有效的掃雷方法，但終毫無進展。
日軍依然想保留往朝鲜半岛的航路作据点，在六月封闭许多门司-华北的航路以及日本海一侧的港囗，並以潜水艇护航。但是7月9日开始的第5期作战正式涉及朝鲜半岛。舞鹤港、新潟港、船川港、朝鲜半岛的釜山港被投下水雷，特別是運送滿洲粮食的罗先港，共投下420枚水雷。此作战共投下3,746枚水雷。

## 結果

### 軍事上的成果
在饥饿行動派出合计1,529次的B-29轰炸机，投下水雷数量达到1万2135顆。 期間因此被擊沉的日本商船高達30萬噸，損傷總頓數高達40萬噸，而相較之下美軍僅損失15架轟炸機。
饥饿行動完全癱瘓了日本最后的航道。濑户内海除了小型标准E型战时船或者机帆船等的船以外，其他船隻無法航行。日本五大港口，如大阪港和神户港因水雷封锁而大大降低船隻装卸能力，同時也降低了造船能力，延誤船隻修复速度。
由於日本海与朝鲜半岛的航道被切斷，嚴重妨碍來自中國東北的杂粮输送。這使日本本土的国民完全陷入字面上的「饥饿」状态。如果情况繼續恶化的話，將可能發生暴动。如進行饥饿作战行動同時铁路网又被攻击的话，日本或許將更早投降。

### 戰後影響
到二次大戰結束後，日本沿海仍遺留約6,600枚美軍水雷，對日本海上交通安全構成嚴重威脅。截至1950年為止，共有118艘船隻觸雷，其中55艘沉沒，當中不少屬民用船隻，導致逾1,000名平民喪生。
就此，舊帝國海軍田村久三大佐率領第二復員省及海上保安廳，使用舊海軍艦艇掃雷行動，到1952年為止投入艦艇360隻，人員19,000人。在處理美軍遺下水雷同時，亦一併處理舊海軍戰時布置的55,000枚繋留雷。
時至今日，日本海上自衛隊其中一項重要工作，正是清理多處海域遺下的水雷。歷史教訓使海上自衛隊非常重視掃雷，其掃雷能力在全球海上武裝部隊中名列前茅。直至21世紀，海上自衛隊平均每年清除4枚戰時水雷，大約99%海域已完成掃雷工作。